# Talassia dagueneti
Talassia dagueneti is een slakkensoort uit de familie van de Vanikoridae. De wetenschappelijke naam van de soort is voor het eerst geldig gepubliceerd in 1873 door de Folin.